# Édouard Depreux
Édouard Depreux (Viesly, 31 ottobre 1898 – Parigi, 16 ottobre 1981) è stato un avvocato, politico e partigiano francese.
Militante socialista (SFIO) dal 1918, partecipò alla Resistenza durante la seconda guerra mondiale; fu poi deputato e ministro durante la IV Repubblica. La sua opposizione alla guerra d'Algeria lo portò a lasciare la SFIO nel 1958 per fondare il Partito Socialista Autonomo (PSA), poi il Partito Socialista Unificato (PSU) nel 1960.

## Biografia
Nato in una famiglia borghese e fortemente repubblicana, Depreux frequentò il liceo dal 1915 al 1917 studiando letteratura; arruolato come ufficiale a 19 anni  partecipò ai combattimenti della prima guerra mondiale nel 1917, durante i quali rimase vittima del gas; sopravvissuto, fu decorato con la Croce di guerra. Congedato nel 1919 aderì alla Lega dei diritti dell'uomo e poi all'Internazionale operaia. Intanto si diplomava in diritto e si iscriveva all'ordine degli avvocati
.
Socialista influenzato da Jean Jaurès e Jean Longuet, divenne consigliere comunale a Sceaux nel 1935, poi consigliere generale della Senna (1938-1941). Esercitò le funzioni di direttore di gabinetto di Vincent Auriol, ministro della Giustizia del Fronte popolare. Entrò nella Resistenza militando in Libération-Nord
, 
fece parte del comitato direttivo clandestino della SFIO e partecipò alla redazione di Le Populaire, che nel 1942 era diventato clandestino.
Alla Liberazione divenne sindaco di Sceaux, mandato che mantenne fino al 1959, e membro dell'Assemblea consultiva provvisoria
. 
Fu eletto deputato nel 1945 e sedette in Parlamento fino al 1958. Qui fu per due volte presidente del gruppo parlamentare socialista dell'Assemblea nazionale.
Ministro dell'Interno dal giugno 1946 al novembre 1947, rese pubblico il 30 giugno 1947 il complotto di estrema destra detto "Piano Blu", che mirava a rovesciare la IV Repubblica. Ma prima Depreux aveva preparato (e depositato il 24 settembre 1946) il progetto di legge governativo recante "statuto organico dell'Algeria", atto che sarà adottato nel 1947, ma non applicato.
Dopo la proclamazione dello Stato d'Israele nel 1948 Depreux si oppose al riconoscimento immediato di quest'ultimo da parte della Francia, dichiarando in Consiglio dei ministri: «la Francia, potenza musulmana, deve attenersi a una posizione prudente»
. 
Il riconoscimento di Israele da parte del governo francese avvenne comunque nel 1949, dopo la sua uscita dal governo.
Ostile alla Comunità europea di difesa e anticolonialista, Depreux prese le distanze dalla SFIO, che lasciò definitivamente nel 1958. Si oppose alla nomina di de Gaulle a Presidente del Consiglio nella votazione del 1º giugno 1958, con cui l'Assemblea nazionale gli conferiva i pieni poteri, e in settembre partecipò alla fondazione del Partito Socialista Autonomo (PSA); in vista delle elezioni legislative del novembre 1958 fece parte dell'Ufficio nazionale del cartello dell'Unione delle forze democratiche (UFD), istituito per contrastare l'avanzata gollista

. Nessuno dei membri dell'Ufficio nazionale del cartello fu eletto. Il non eletto Depreux diventò poi il primo segretario nazionale del Partito Socialista Unificato (PSU) dal 1960 al 1967, e alla fine di questo incarico ne fu eletto Segretario generale onorario. Dopodiché si dedicò a scrivere le proprie memorie, e donò il proprio corpo alla scienza.

## Pubblicazioni
- Renouvellement du socialisme, préface de Pierre Mendès France, Calmann-Lévy, 1960 ;
- La nouvelle Chine et son héritage, Éditions du Burin, 1967 ;
- Souvenirs d'un militant : cinquante ans de lutte, de la social-démocratie au socialisme (1918-1968), Fayard, 1972 ;
- Servitude et grandeur du PSU, Éditions Syros, 1974 ;
- Comment j'ai pu, en décembre 1941, sous l'occupation nazie, dire non à Pétain et à Hitler, Presses de l'Atelier Graphique, Reims, 1979.